# تایلر مونتین (ویرجینیای غربی)
تایلر مونتین، ویرجینیای غربی (به انگلیسی: Tyler Mountain, West Virginia) یک منطقهٔ مسکونی در ایالات متحده آمریکا است که در شهرستان کاناوا، ویرجینیای غربی واقع شده‌است.

## خصوصیات
تایلر مونتین ۱۹۶٫۹ متر بالاتر از سطح دریا واقع شده‌است.